# Peggy O'Neil
Peggy O'Neil, nome d'arte di Margaret O'Neill (Gneeveguilla, 16 giugno 1894 – Londra, 7 gennaio 1960), è stata un'attrice e cantante irlandese.

## Biografia
Nata in Irlanda nel 1894 (o, secondo altri, nel 1898), a sette anni emigrò con la famiglia a Windsor, in Canada, per poi trasferirsi a Rochester, negli Stati Uniti, e Peggy fece i suoi primi studi nella scuola delle suore loretane di Niagara Falls. Nel 1903 il padre Frederick morì in un incidente ferroviario e tre anni dopo morì d'infarto anche la madre, Mary Buckley. Fu allora presa in carico da parenti che vivevano a Buffalo, nello stato di New York, dove proseguì gli studi nella Central High School finché nel 1910, sospinta da uno zio direttore d'orchestra, esordì a Chicago come corista nella rivista The Sweetest Girl in Paris.

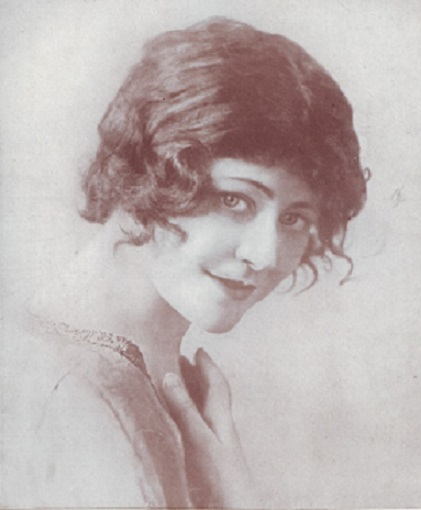
In Paddy The Next Best Thing

Nel 1913 interpretò alcuni cortometraggi, finché nel settembre ottenne dal produttore teatrale Oliver Morosco, su centinaia di concorrenti, la parte di protagonista nella commedia Peg o' My Heart, che dal 1914 fu portata in tournée in diverse città degli Stati Uniti, e fece conoscere l'attrice agli appassionati di teatro. La stessa commedia, scritta da J. Hartley Manners, marito dell'attrice Laurette Taylor, era già stata interpretata da quest'ultima fin dalla sua prima rappresentazione, avvenuta a New York nel dicembre del 1912.
La sua carriera continuò prevalentemente in Europa nel dopoguerra. Trasferitasi a Londra nel 1920 per interpretare la parte della protagonista nella commedia Paddy The Next Best Thing, tratta da un romanzo di Gertrude Page, ottenne un nuovo grande successo e decise di stabilirsi definitivamente nella capitale britannica. Nell'ottobre di quell'anno la sua vita fu sfiorata dalla tragedia, quando le fu recapitata da un anonimo una scatola di cioccolatini avvelenati. Non subì conseguenze ma l'attentatore non fu mai identificato. La sua popolarità era tale che nel 1921 Harry Pease, Ed Nelson e Gilbert Dodge composero in suo onore la canzone Peggy O'Neil, ancora oggi molto nota nei paesi anglosassoni, che veniva suonata durante gli intervalli della commedia Paddy The Next Best Thing, che tenne il cartellone per due anni.
Pur risiedendo stabilmente in Inghilterra non interruppe i rapporti con gli Stati Uniti, andandovi a girare ancora numerosi corti e prender parte a due rappresentazioni teatrali, le Ziegfeld Follies del 1927 e la commedia Unexpected Husband nel 1931. A Londra e poi a Southampton fu invitata a partecipare alle dimostrazioni di una televisione sperimentale.
Con gli anni trenta la sua carriera declinò bruscamente insieme con il suo personale patrimonio, fino a ritrovarsi nell'indigenza. Nel 1942 fu arrestata per aver rubato biscotti e cioccolata in un negozio. Si procurò qualche guadagno partecipando durante la guerra a spettacoli per i militari e infine facendo nel 1948 la controfigura di Ingrid Bergman nel film Giovanna d'Arco.
L'attrice, che non si sposò mai, fu colpita da artrite reumatoide paralizzante e passò gli ultimi anni su una sedia a rotelle, fino alla morte avvenuta a Londra nel 1960. Fu sepolta nel St Pancras Cemetery, a spese di un'associazione benefica, in una tomba senza nome.

## Filmografia parziale

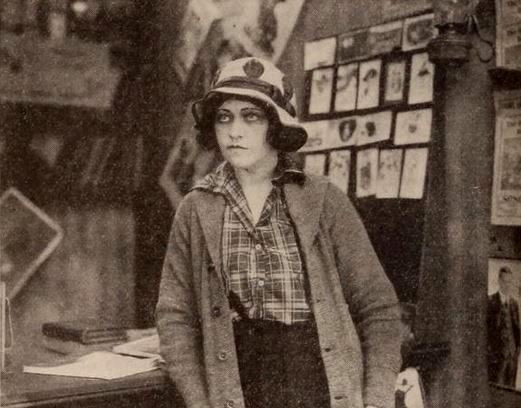
Peggy O'Neil in The Penny Philanthropist

- The Penalty of Crime, regia di Joseph W. Smiley - cortometraggio (1913)
- When Mary Married - cortometraggio (1913)
- The Inspector's Story, regia di Barry O'Neil - cortometraggio (1914)
- Old Dutch, regia di Frank Hall Crane (1915)
- The Penny Philanthropist, regia di Guy McConnell (1917)
- The Sleep of Cyma Roget, regia di Charles L. Gaskill, Legaren à Hiller (1920)
- The Stolen Umbrella (1921)
- Casey Jones, Jr. (1923)
- Neck and Neck (1924)
- Low Tide (1925)
- Beware (1925)
- Framed (1925)
- The Gosh-Darn Mortgage (1926)
- The Non-Stop Flight (1926)
- The Big Broadcast of 1938, regia di Mitchell Leisen (1938)

## Attività teatrale

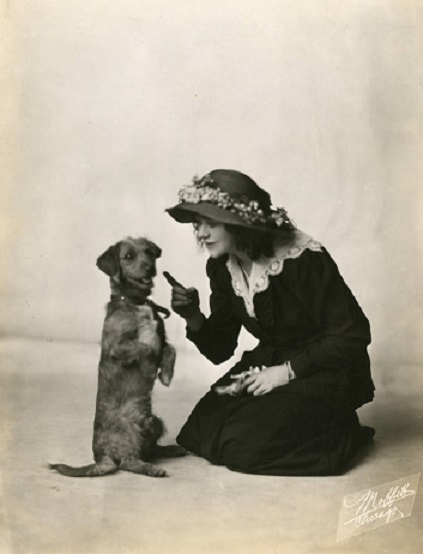
Peggy O'Neil in Peg o' My Heart

- 1907: The Land of Nod and The Song Birds, New York Theatre
- 1910: The Sweetest Girl in Paris, La Salle Theatre, Chicago
- 1911: The Paradise of Mahomet, Herald Square Theatre, New York
- 1911: Gypsy Love, Globe Theatre, New York
- 1912: The Woman Haters, Astor Theatre, New York
- 1913: Lieber Augustin, Casino Theatre, New York
- 1914: Peg del mio cuore (Peg o' My Heart), Chicago, New York e altre città degli Stati Uniti
- 1916: Tale with a Wag, Chicago
- 1916: Mavourneen, Chicago
- 1916: The Flame, Lyric Theatre, New York
- 1918: Patsy on the Wing, Chicago
- 1918: By Pigeon Post, George M. Cohan's Theatre, New York
- 1919: Tumble In, Selwyn Theatre, New York
- 1919: Schubert Gaieties, 44th Street Theatre, New York
- 1920: Paddy The Next Best Thing, Savoy Theatre, Londra
- 1922: Kippers and Kings, Theatre Royal, Dublino
- 1924: The Little Minister
- 1924: What Every Woman Knows
- 1925: Mercenary Mary, Ippodromo di Londra
- Ziegfeld Follies of 1927 (Broadway, New Amsterdam Theatre, 16 agosto 1927-7 gennaio 1928)
- 1928: The Flying Squad, Lyceum Theatre, Londra
- 1928: The Sea Urchin, Gaiety Theatre, Dublino
- 1929: Paddy The Next Best Thing, Garrick Theatre, Londra
- 1930: The Bachelor Father
- 1930: When Dreams come True, Olympia Theatre, Londra
- 1931: Unexpected Husband, 48th Street Theatre, New York
- 1931: Sisters
- 1934: No Surrender, Theatre Royal, Brighton
- 1938: Meet my Wife
- 1943: They Gave Him a Gun, Theatre Royal, Brighton
- 1943: Tainted Gods, City Varieties Music Hall, Leeds